# ハワイノスリ
ハワイノスリ（布哇鵟、学名:Buteo solitarius）は、タカ目タカ科に分類される鳥。ハワイ語ではイオ(`Io)と呼ばれる。
ハワイガラスの天敵であり、1993年に実施されたハワイガラスの野生復帰計画が失敗に終わった原因の一つとされている。

## 分布
ハワイ島固有種

## 形態
全長41-46cm。白色型と暗色型、淡色型が存在する。

## 生態
主にネズミを食べるが、ネズミが移入される前は大型の昆虫や鳥を食べていたと思われる。